# Atanas Simittschiew
Atanas Simittschiew (bulgarisch Атанас Симитчиев; * 13. April 1963 in Peschtera) ist ein ehemaliger bulgarischer Skilangläufer.

## Werdegang
Simittschiew trat international erstmals bei den Junioren-Skiweltmeisterschaften 1981 in Schonach im Schwarzwald in Erscheinung. Dort belegte er den 50. Platz über 15 km und den 12. Rang mit der Staffel. Bei den Junioren-Skiweltmeisterschaften 1983 in Kuopio errang er den 12. Platz über 15 km. Im folgenden Jahr lief er in Sarajevo bei seinen ersten Olympischen Winterspielen auf den 38. Platz über 15 km und zusammen mit Swetoslaw Atanassow, Milusch Iwantschew und Christo Barsanow auf den zehnten Rang in der Staffel. Bei den Nordischen Skiweltmeisterschaften 1985 in Seefeld in Tirol kam er auf den 55. Platz über 15 km und auf den 48. Rang über 30 km und bei den Olympischen Winterspielen 1988 in Calgary auf den 67. Platz über 15 km klassisch, auf den 40. Rang über 50 km Freistil und zusammen mit Swetoslaw Atanassow, Iwan Smilenow und Todor Machow auf den 12. Platz in der Staffel.